# Paul Bravo
Paul Bravo (Campbell, 19 giugno 1968) è un allenatore di calcio ed ex calciatore statunitense, di ruolo centrocampista.